# Ulanfu
Ulanfu (mongolsky ᠤᠯᠠᠭᠠᠨᠬᠦᠦ, čínsky pchin-jinem Wūlánfū, znaky zjednodušené 乌兰夫, tradiční 烏蘭夫; 23. prosince 1907 — 8. prosince 1988) byl čínský komunistický revolucionář a politik, od 20. let se podílel na organizaci komunistického hnutí ve Vnitřním Mongolsku a severní Číně, v letech 1947–1966 řídil autonomní oblast Vnitřní Mongolsko, přičemž stál v čele oblastní stranické organizace, vlády i vojenského okruhu. Současně působil i v centrálních úřadech Čínské lidové republiky jako člen ústřední lidové vlády, poté místopředseda vlády a předseda výboru pro záležitosti národností (obojí od 1954), od roku 1956 byl i kandidátem politbyra ÚV KS Číny.
S vypuknutím kulturní revoluce byl roku 1966 svržen ze všech funkcí a úřadů a perzekvován. Roku 1973 byl rehabilitován a postupně získal vysoké postavení ve státě – místopředseda stálého výboru Všečínského shromáždění lidových zástupců (parlamentu, 1975–1983 a 1988), první místopředsedy celostátního výboru Čínského lidového politického poradního shromáždění (1978–1983), viceprezident Čínské lidové republiky (1983–1988); i v komunistické straně – vedoucí oddělení jednotné fronty ÚV KS Číny (1976–1982), člen politbyra (1977–1985).

## Život
Ulanfu se narodil v Tumedské levé korouhvi nedaleko města Chöch chot v rodině mongolských aristokratů. Základní školu navštěvoval v rodném městě a poté studoval na mongolsko-tibetské škole v Pekingu (1922–1924). Koncem roku 1923 vstoupil do Čínského socialistického svazu mládeže (později přejmenovaného na Komunistický svaz mládeže Číny) s úmyslem stát se komunistickým revolucionářem. V roce 1925 vstoupil do Komunistické strany Číny a byl vyslán na moskevskou Sunjatsenovu univerzitu v Sovětském svazu studovat marxismus.
Po návratu ze studií v roce 1929 začal Ulanfu organizovat komunistické mítinky ve Vnitřním Mongolsku a byl jmenován členem západomongolského pracovního výboru KS Číny. Od roku 1931 působil v komunistickém hnutí v Ordosu, od roku 1932 se podílel na protijaponském odporu. Koncem 30. let velel brigádě bojující proti Japoncům. Později se se svou jednotkou přesunul na sever provincie Šen-si kde pokračoval v boji s Japonci jako vedoucí politického oddělení divize Národní revoluční armády (podléhala armádě generála Fu Cuo-iho). Roku 1941 kuomintangská vláda provedla protikomunistické čistky v divizi a Ulanfu proto odešel do Jen-anu, centra komunistického hnutí na severu Číny. Zde pracoval jako vedoucí výboru pro záležitosti národností vlády Pohraniční oblasti Šen-si-Kan-su-Ning-sia, od roku 1943 odpovídal za mongolské otázky v oddělení jednotné fronty severozápadního byra ÚV KS Číny. Od roku 1944 řídil vládu pohraniční oblasti Suej-jüan. Roku 1945 byl na VII. sjezdu KS Číny zvolen kandidátem ústředního výboru.
V letech 1945–1947 se podílel na ovládnutí Vnitřního Mongolska komunisty, a v květnu 1947 stanul v čele vlády autonomní oblasti Vnitřní Mongolsko a jako tajemník vnitromongolského oblastního výboru KS Číny řídil i komunistické organizace Vnitřního Mongolska. Na podzim 1949 se účastnil jednání Čínského lidového politického poradního shromáždění a byl zvolen členem jeho stálého výboru i členem ústřední lidové vlády nově zřízené Čínské lidové republiky. Ve vládě (státní administrativní radě) působil v politickém a právním výboru a ve výboru pro záležitosti národností (místopředseda). Ve Vnitřním Mongolsku zastával vedoucí funkce ve straně (tajemník oblastního výboru, 1947–1966), státní správě (předseda lidové vlády autonomní oblasti, 1947–1955, předseda lidového výboru autonomní oblasti, 1955–1966) i armádě (velitel vnitromongolského vojenského okruhu, 1947–1966). Při reorganizaci státních orgánů po přijetí ústavy roku 1954 se stal místopředsedou vlády (státní rady, znovuzvolen 1959 a 1965) a předsedou výboru pro záležitosti národností (do kulturní revoluce). Při zavedení vojenských hodností roku 1955 obdržel hodnost generálplukovníka. Roku 1956 byl na  VIII. sjezdu KS Číny znovuzvolen do ústředního výboru a povýšil na kandidáta politbyra.
Během kulturní revoluce byl obviněn, že Vnitřnímu Mongolsku „vládne jako nezávislý kníže“ a v červenci 1966 odvolán z funkcí ve Vnitřním Mongolsku severočínským byrem ÚV KS Číny (jehož jednání vedli Liou Šao-čchi a Teng Siao-pching). Začátkem roku 1967 byl uvězněn,
Roku 1973 byl rehabilitován, téhož roku se na X. sjezdu KS Číny vrátil do ústředního výboru. Začátkem roku 1975 se stal místopředsedou stálého výboru Všečínského shromáždění lidových zástupců (VSLZ, parlamentu, znovuzvolen 1978, do 1983). V květnu 1976 byl jmenován vedoucím oddělení jednotné fronty ÚV KS Číny (do 1982), následujícího roku na XI. sjezdu KS Číny opětovně zvolen do ústředního výboru a vybrán i členem politbyra (znovuzvolen 1982, rezignoval 1985). Roku 1978 kromě funkce v parlamentu převzal i post prvního místopředsedy celostátního výboru Čínského lidového politického poradního shromáždění (do 1983). Roku 1983 byl parlamentem zvolen viceprezidentem Čínské lidové republiky.
V září 1985 patřil mezi početnou skupinu starých politiků, kteří v zájmu omlazení vedení strany a státu rezignovali na své funkce, Ulanfu se vzdal místa v ústředním výboru a politbyru. Na jaře 1988 mu skončilo funkční období viceprezidentského úřadu, načež přešel na místo místopředsedy stálého výboru VSLZ. Za několik měsíců zemřel.
Byl dvakrát ženatý, měl celkem osm dětí, čtyři syny a čtyři dcery. Jeho syn Bög vedl vládu Vnitřního Mongolska v letech 1982–1993, následujících deset let vykonával funkci místopředsedy stálého výboru VSLZ. Bögova dcera Pu Siao-lin předsedala vládě Vnitřního Mongolska v letech 2016–2021.